# Речото делла Вальполичелла

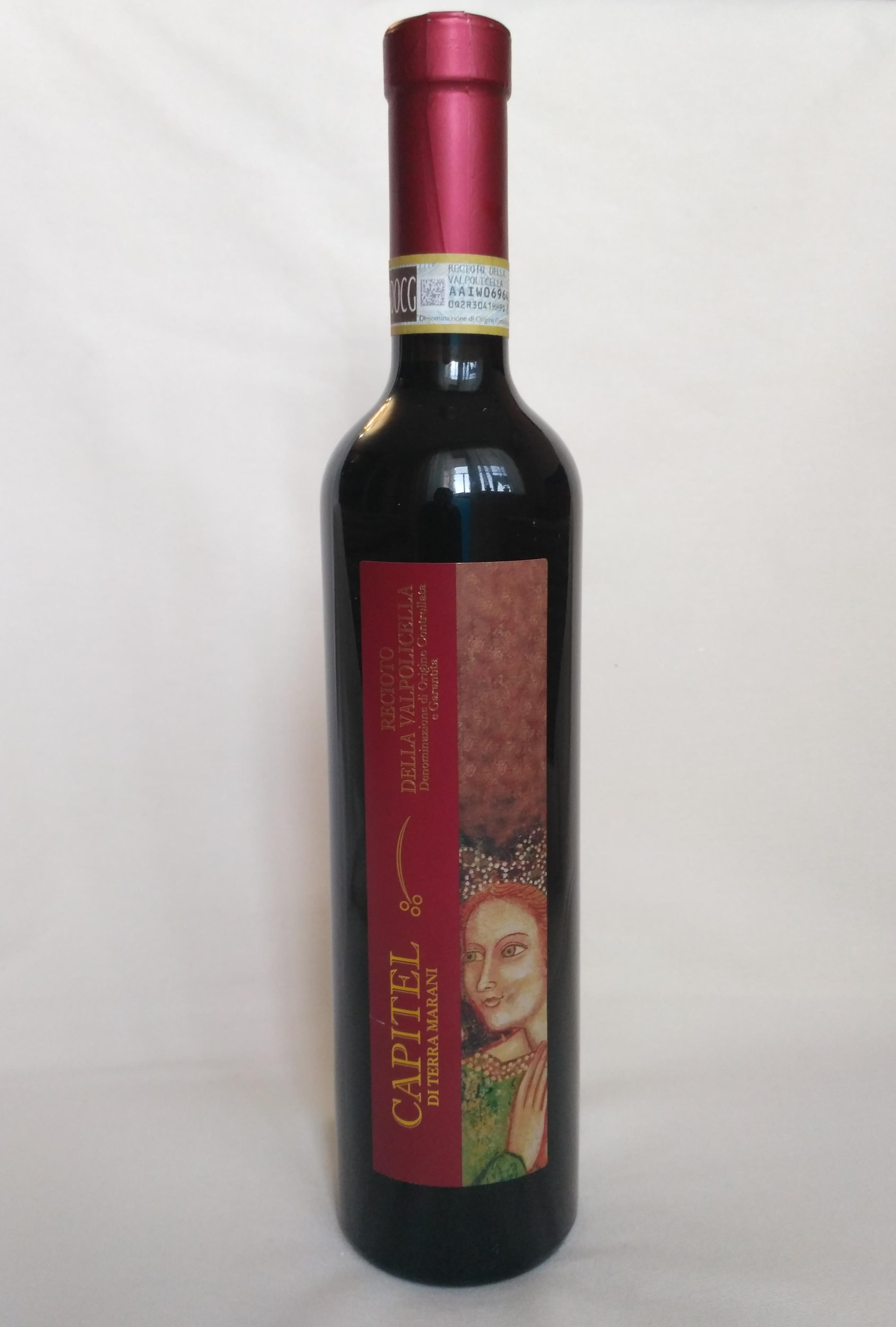
Бутылка речото

Речо́то де́лла Вальполиче́лла ( Recioto della Valpolicella,  Recioto de ła Valpołexeła) — итальянское красное сладкое вино, производимое в винодельческом регионе Вальполичелла области Венето с 1920-х годов. Для изготовления используется виноград сортов корвина и корвиноне.
Как и его собрат, сухое вино Амароне, Речото делла Вальполичелла родилось в результате экспериментов местных виноделов, которых не устраивало качество винограда, выращенного в этой северной итальянской провинции. Чтобы повысить процентное содержание сахара и ароматических веществ в сырье, виноделы стали использовать заизюмленные гроздья, предварительно подсушенные на соломенных матах в период от нескольких недель до нескольких месяцев.
Разница с технологией изготовления Амароне заключается в ранней остановке процесса ферментации, когда в сырье ещё велико процентное содержание сахара. Последующая выдержка в деревянных бочках придаёт дополнительные тона и ароматы. Как и в случае Амароне, остатки заизюмленного винограда после отжима для приготовления Речото используются для приготовления более дешёвого вина Рипассо.